# The Phantom Agony
The Phantom Agony — дебютный студийный альбом голландской симфоник-метал-группы Epica, вышедший 5 июня 2003 года. Альбом продолжает серию песен The Embrace That Smothers, начатую группой After Forever на их первом альбоме Prison of Desire. В 2013 году альбом был переиздан в расширенном двухдисковом виде.

## Список композиций
| №  | Название                                                | Текст песни   | Музыка                                | Длительность |
| -- | ------------------------------------------------------- | ------------- | ------------------------------------- | ------------ |
| 1. | «Adyta (The Neverending Embrace)»                       | Симона Симонс | Марк Янсен                            | 1:27         |
| 2. | «Sensorium»                                             | Янсен         | Янсен, Ад Слюйтер, Кун Янссен, Симонс | 4:47         |
| 3. | «Cry for the Moon (The Embrace That Smothers, Part IV)» | Янсен         | Янсен, Слюйтер, Симонс                | 6:44         |
| 4. | «Feint»                                                 | Янсен         | Янсен, Слюйтер, Янссен, Симонс        | 4:18         |
| 5. | «Illusive Consensus»                                    | Симонс        | Янсен, Слюйтер, Янссен, Симонс        | 4:59         |
| 6. | «Façade of Reality (The Embrace That Smothers, Part V)» | Янсен         | Янсен, Слюйтер, Симонс                | 8:10         |
| 7. | «Run for a Fall»                                        | Янсен         | Янсен, Слюйтер, Янссен, Симонс        | 6:31         |
| 8. | «Seif al Din (The Embrace That Smothers, Part VI)»      | Янсен         | Янсен, Слюйтер                        | 5:47         |
| 9. | «The Phantom Agony»                                     | Янсен         | Янсен, Слюйтер, Ив Хутс               | 9:00         |

## Песни

### The Embrace That Smothers
В этом альбоме Марк Янсен продолжил начатую ещё в альбоме Prison of Desire (2000) своей предыдущей группы After Forever серию песен под общим названием The Embrace That Smothers (рус. Объятья, которые душат). Эти песни посвящены опасностям организованной религии.
- Темы песен альбома во многом основаны на событиях, происходивших в момент его записи:

«Cry for the Moon»
В основу песни легли события, связанные с католическими священниками-педофилами. В 2004 году вышла как сингл.
«Feint»
Песня была написана после убийства Пима Фортёйна.
«Façade of Reality»
Песня основана на событиях 11-го сентября. В ней использованы два фрагмента из речи Тони Блэра:
«Этот массовый терроризм — новое зло в нашем сегодняшнем мире.»
This mass terrorism is the new evil in our world today.
«За тех, кто погиб 11 сентября, и тех, кто скорбит о них, пришло время силой строить это общество. Пусть это будет их мемориал».
For those people who lost their lives on 11 September and those that mourn them; now is the time for the strength to build that community. Let that be their memorial.
«Run for a Fall»
В этой песне Марк Янсен выразил своё разочарование в своей предыдущей группе — After Forever.
«Seif Al Din»
Песня о найме исламских террористов. Название песни переводится с арабского как «меч веры».

## Переиздание альбома
В 2013-м году Transmission Records выпустили виниловое издание альбома на 2-х пластинках. Во вторую пластинку вошли различные бонус-треки, не вошедшие в классический вариант альбома.
Трек-лист
1-я пластинка:
Сторона A
- A1 Adyta «The Neverending Embrace» 1:27
- A2 Sensorium 4:49
- A3 Cry For The Moon «The Embrace That Smothers — Part IV» 6:44
- A4 Run For A Fall 6:31

Сторона B
- B1 Illusive Consensus 5:00
- B2 Façade Of Reality «The Embrace That Smothers — Part V» 8:10
- B3 Feint 4:19
- B4 Seif Al Din «The Embrace That Smothers — Part VI» 5:46

2-я пластинка:
Сторона C
- C1 The Phantom Agony 8:59
- C2 Veniality 4:37
- C3 Triumph Of Defeat 3:54

Сторона D
- D1 Veniality (Orchestral Version) 4:35
- D2 Feint (Piano Version) 4:53
- D3 Cry For The Moon (Single Version) 3:30
- D4 Run For A Fall (Single Version) 4:29

## Участники записи альбома
Epica
- Simone Simons — меццо-сопрано, ведущий вокал
- Mark Jansen — гитары, гроул, скрим, оркестровая аранжировка
- Ad Sluijter — гитары
- Coen Janssen — клавиши, оркестровые и хоровые аранжировки
- Yves Huts — бас-гитара
- Jeroen Simons — ударные

Приглашённые музыканты
- Olaf Reitmeier — акустическая гитара в композициях «Feint» и «Run for a Fall»
- Annette Berryman — флейта в композиции «Run for a Fall»

Оркестр
- Альт — Marie-Theres Stumpf, David Schlage
- Скрипка — Thomas Glöckner, Andreas Pfaff, Tobias Rempe
- Виолончель — Jörn Kellermann, Cordula Rhode
- Контрабас — Andrè Neygenfind

Хор
- Сопрано — Annie Goeble, Amanda Somerville
- Альт — Bridget Fogle, Cinzia Rizzo
- Тенор — Previn Moore
- Бас — Melvin Edmonsen